# Campeonato Uruguayo de Primera División 1935
El Campeonato Uruguayo de 1935 fue el 32° torneo de Primera División del fútbol uruguayo, y el cuarto en la era profesional. Fue campeón el Club Atlético Peñarol, logrando su segundo campeonato uruguayo profesional y el decimoprimero en total.

## Cambios reglamentarios
Se cambió el sistema del campeonato con respecto a los 3 años anteriores: a partir de este año el Campeonato Uruguayo consistió en un campeonato a dos rondas de todos contra todos. Este sistema será de aquí en más el sistema de competición más habitual en la historia de la liga uruguaya (sólo modificado en algunos años especiales) hasta que en 1994 se adoptó el nuevo sistema con Aperturas y Clausuras.

## Campeonato

### Tabla de posiciones
| Pos. | Equipo               | PJ | PG | PE | PP | GF | GC | Dif. | Pts. |
| ---- | -------------------- | -- | -- | -- | -- | -- | -- | ---- | ---- |
| 1º   | Peñarol              | 18 | 15 | 1  | 2  | 36 | 9  | +27  | 31   |
| 2º   | Nacional             | 18 | 14 | 1  | 3  | 36 | 11 | +25  | 29   |
| 3º   | Montevideo Wanderers | 18 | 10 | 5  | 3  | 30 | 20 | +10  | 25   |
| 4º   | Rampla Juniors       | 18 | 8  | 2  | 8  | 32 | 25 | +7   | 18   |
| 5º   | Defensor             | 18 | 8  | 2  | 8  | 31 | 29 | +2   | 18   |
| 6º   | River Plate          | 18 | 7  | 3  | 8  | 30 | 33 | -3   | 17   |
| 7º   | Sud América          | 18 | 6  | 5  | 7  | 19 | 28 | -9   | 17   |
| 8º   | Central              | 18 | 4  | 4  | 10 | 16 | 29 | -13  | 12   |
| 9º   | Racing               | 18 | 3  | 2  | 13 | 21 | 34 | -13  | 8    |
| 10º  | Bella Vista          | 18 | 2  | 1  | 15 | 22 | 55 | -33  | 5    |

### Fixture
| Peñarol              | 2-0 | Central        |
| Montevideo Wanderers | 2-0 | River Plate    |
| Racing               | 4-2 | Bella Vista    |
| Defensor             | 2-0 | Sud América    |
| Nacional             | 3-1 | Rampla Juniors |

| Nacional             | 3-1 | Defensor    |
| River Plate          | 2-2 | Sud América |
| Peñarol              | 2-1 | Bella Vista |
| Montevideo Wanderers | 3-2 | Racing      |
| Rampla Juniors       | 2-1 | Central     |

| Nacional       | 3-0 | Racing               |
| Rampla Juniors | 0-0 | Sud América          |
| Peñarol        | 1-0 | Montevideo Wanderers |
| Defensor       | 5-1 | Bella Vista          |
| River Plate    | 2-2 | Central              |

| Sud América          | 1-0 | Nacional    |
| Montevideo Wanderers | 2-0 | Central     |
| River Plate          | 3-2 | Bella Vista |
| Peñarol              | 1-0 | Defensor    |
| Rampla Juniors       | 2-1 | Racing      |

| River Plate          | 2-0 | Peñarol        |
| Central              | 0-0 | Nacional       |
| Defensor             | 2-1 | Racing         |
| Sud América          | 4-1 | Bella Vista    |
| Montevideo Wanderers | 3-1 | Rampla Juniors |

| Nacional             | 3-0 | Bella Vista |
| Montevideo Wanderers | 3-3 | Defensor    |
| Rampla Juniors       | 2-1 | River Plate |
| Racing               | 1-1 | Central     |
| Peñarol              | 3-0 | Sud América |

| Peñarol        | 3-1 | Racing               |
| Defensor       | 2-1 | River Plate          |
| Sud América    | 0-0 | Central              |
| Rampla Juniors | 3-1 | Bella Vista          |
| Nacional       | 1-0 | Montevideo Wanderers |

| Central              | 3-1 | Bella Vista    |
| Racing               | 3-2 | River Plate    |
| Montevideo Wanderers | 2-0 | Sud América    |
| Defensor             | 2-1 | Rampla Juniors |
| Peñarol              | 2-1 | Nacional       |

| Peñarol              | 2-0 | Rampla Juniors |
| Central              | 2-1 | Defensor       |
| Sud América          | 1-0 | Racing         |
| Montevideo Wanderers | 2-2 | Bella Vista    |
| Nacional             | 3-0 | River Plate    |

| Peñarol              | 3-1 | Central        |
| Montevideo Wanderers | 1-1 | River Plate    |
| Bella Vista          | 3-2 | Racing         |
| Defensor             | 3-0 | Sud América    |
| Nacional             | 1-0 | Rampla Juniors |

| Nacional             | 2-1 | Defensor    |
| River Plate          | 4-3 | Sud América |
| Peñarol              | 4-0 | Bella Vista |
| Montevideo Wanderers | 1-0 | Racing      |
| Rampla Juniors       | 6-0 | Central     |

| Nacional       | 2-1 | Racing               |
| Rampla Juniors | 1-1 | Sud América          |
| Peñarol        | 1-1 | Montevideo Wanderers |
| Defensor       | 3-1 | Bella Vista          |
| Central        | 2-1 | River Plate          |

| Nacional             | 3-0 | Sud América |
| Montevideo Wanderers | 2-1 | Central     |
| River Plate          | 3-2 | Bella Vista |
| Peñarol              | 3-0 | Defensor    |
| Rampla Juniors       | 3-1 | Racing      |

| Peñarol              | 2-1 | River Plate    |
| Nacional             | 1-0 | Central        |
| Defensor             | 1-1 | Racing         |
| Sud América          | 2-1 | Bella Vista    |
| Montevideo Wanderers | 3-2 | Rampla Juniors |

| Nacional             | 5-1 | Bella Vista    |
| Montevideo Wanderers | 1-0 | Defensor       |
| River Plate          | 2-1 | Rampla Juniors |
| Racing               | 1-0 | Central        |
| Peñarol              | 3-0 | Sud América    |

| Peñarol     | 1-0 | Racing               |
| River Plate | 3-2 | Defensor             |
| Sud América | 2-1 | Central              |
| Bella Vista | 2-1 | Rampla Juniors       |
| Nacional    | 3-0 | Montevideo Wanderers |

| Central              | 3-0 | Bella Vista |
| River Plate          | 2-1 | Racing      |
| Montevideo Wanderers | 1-1 | Sud América |
| Rampla Juniors       | 5-1 | Defensor    |
| Peñarol              | 3-0 | Nacional    |

| Rampla Juniors       | 1-0 | Peñarol     |
| Defensor             | 2-0 | Central     |
| Sud América          | 2-1 | Racing      |
| Montevideo Wanderers | 3-1 | Bella Vista |
| Nacional             | 2-0 | River Plate |

|                                                   |
| Uruguay                                           |
| Campeón Uruguayo 1935 Peñarol 11.mo título de AUF |